# Bernadette Gléhouénou-Dossou
Bernadette Gléhouénou-Dossou, née le 28 Juin 1952 à Covè est enseignante-chercheuse à la retraite à la Faculté des Sciences Agronomiques de l’Université d’Abomey Calavi et aussi la Présidente de plusieurs associations dont Fawe-Bénin depuis juillet 2008. Elle est la première femme docteur en foresterie au Bénin mais aussi en Afrique de l’ouest.

## Biographie

### Origine et études
Bernadette Gléhouénou Dossou est née le 28 Juin 1952 à Covè. De 1977 à 1979, elle fréquente d'abord l'Université nationale du Bénin où elle obtient une maîtrise en biologie-géologie et un Capes. De 1992 à 1993 à l'Université Laval du Québec au Canada, elle décroche un Post doc en Développement Rural Intégré (DRI) et enfin, toujours dans cette même université, de 1987 à 1992, elle obtient un Ph.D en Sciences Forestières.

### Carrière
Elle est à la fois enseignante-chercheuse à la Faculté des Sciences Agronomiques de l’Université d’Abomey Calavi, enseignante à l’Université africaine de développement coopératif, et enseignante à l’école régionale post-universitaire d’aménagement des forêts tropicales opicales (ERAIFT). Elle est également la présidente de Fawe-Bénin, une association qui œuvre pour l’équité et l’égalité du genre dans l’éducation au Bénin, surtout celle des filles.
Elle préside par ailleurs deux ONG, notamment l'OFEDI (Organisation des femmes pour la gestion de l’énergie, de l’environnement et la promotion de développement intégré) depuis novembre 1994, ainsi que Planète XXI-Bénin depuis 2005. Elle est également Présidente de FAWE-Bénin,, (Forum pour les femmes éducatrices, antenne du Bénin) depuis juillet 2008, Correspondante scientifique et technologique de la convention sur la désertification et enfin, Présidente du Comité National de pilotage des projets de SGP/FEM/PNUD Bénin.